# Municipio de Butler (condado de Harrison)
El municipio de Butler (en inglés: Butler Township) es un municipio ubicado en el condado de Harrison en el estado estadounidense de Misuri. En el año 2010 tenía una población de 139 habitantes y una densidad poblacional de 1,78 personas por km².

## Geografía
El municipio de Butler se encuentra ubicado en las coordenadas 40°10′24″N 94°9′25″O / 40.17333, -94.15694. Según la Oficina del Censo de los Estados Unidos, el municipio tiene una superficie total de 78.21 km², de la cual 77,9 km² corresponden a tierra firme y (0,39 %) 0,31 km² es agua.

## Demografía
Según el censo de 2010, había 139 personas residiendo en el municipio de Butler. La densidad de población era de 1,78 hab./km². De los 139 habitantes, el municipio de Butler estaba compuesto por el 98,56 % blancos, el 0,72 % eran amerindios y el 0,72 % eran de una mezcla de razas. Del total de la población el 0,72 % eran hispanos o latinos de cualquier raza.